# Autochton itylus
Autochton itylus is een vlinder uit de familie van de dikkopjes (Hesperiidae). De wetenschappelijke naam van de soort is voor het eerst geldig gepubliceerd in 1823 door Jacob Hübner.